# Gustaf Düben
Gustaf Düben de oudere (ook wel Gustav Düben, Stockholm, 1624, 1628 of 1629 – aldaar, 19 december 1690) was een Zweeds componist, kapelmeester en organist.

## Carrière
Gustaf kreeg zijn eerste muzikale opleiding waarschijnlijk van zijn vader. Vanaf ongeveer 1645 tot ongeveer 1648 studeerde hij in Duitsland en wellicht ook in Parijs, waar hij vele andere musici zoals Heinrich Scheidemann, een vriend van zijn vader toen zij studeerden bij Jan Pieterszoon Sweelinck, zou hebben ontmoet.
In januari 1648 werd Gustaf musicus bij de hofkapel in Stockholm. Nadat zijn vader in de zomer van 1662 was overleden werd hij aan het begin van 1663 benoemd tot kapelmeester van dit orkest, wat hij de facto al in 1662 was. Tegelijkertijd werd hij ook organist in de Tyska kyrkan, net zoals zijn vader. Beide functies had hij tot zijn overlijden in december 1690.
Tijdens zijn reizen verzamelde hij veel bladmuziek van meer dan 200 componisten. Deze bladmuziek is grotendeels bewaard gebleven en is tegenwoordig in de Dübenverzameling in Uppsala.

## Familie
Gustaf Düben was de zoon van Anders Düben, een uit een muzikaal Duits geslacht komende organist en Anna Maria Gabrielen, een kamenier aan het hof. Gustaf trouwde in 1654 met Emerentia Standaert, de in Nederland geboren dochter van de wijnhandelaar Nikolaus Standaert. Ze kregen ten minste negen kinderen, waarvan er vier zonen bij de hofkapel zouden gaan musiceren.

## Werken

### Instrumentale muziek
- Allemande, courante en sarabande voor strijkers, vierstemmig ca. 1651-1654
- Prelude en allemande voor toetsinstrumenten, 1659
- Symfonie voor drie strijkers, klavecimbel en/of spinet, 1654
- Sonate voor vier violen, 1665

### Vocale werken
- Odae Sveticae, twaalf Zweedse liederen met de tekst van Samuel Columbus
  - Första dikten om världens förvansklighet
  - Världens vandring avmålad genom en sjöfart
  - Dygd är alltings rätta bruk
  - Världens fåfänga
  - Tröstesång
  - Kärlekspris
  - Kärlekspris (tweestemmig en met basso continuo)
  - Äktaståndspris
  - Äktaståndspris (tweestemmig en met basso continuo)
  - Till en ung självklok
  - Den unge självklokes svar
  - Ode om förnuftet och viljan
  - En naturlig dödsbeträktelse (aria)
  - Aftonsång
- Alles Leben dieser Erden
- All livs och levnads springkälla (1673)
- Allt vad i Sverige bor (1688, voor de verjaardag van prinses Hedwig Sophia)
- Ein getreues Hertze wissen
- Heut freut sich der Himmel (1688, voor de verjaardag van prinses Hedwig Sophia)
- Du runda himlavalv
- Hur fåfängt är allt
- Man sagt sonst was geschwind entsteht
- Min ibland alla utkorade lilja

#### Geestelijke werken
- Veni Sancte Spiritus (1651)
- Fader vår (1663)
- Surrexit Pastor Bonus (1664)
- Cessat gaudium (1679)
- Miserere
- Wie bist du Davids Herr
- O grosser Gott
- Ack Herre hör min bön (1688)
- Auf Ihr Götter kommt zusammen
- Blickt ihr Salinnen auf mit Freunden

#### Psalmen
- Jesus är min vän den bäste
  - Hjärtan, enigt sammanslutna (zelfde melodie als Jesus är min vän den bäste)
  - Dig allena vare ära (zelfde melodie als Jesus är min vän den bäste)
  - Hemlandstoner mäktigt ljuda (zelfde melodie als Jesus är min vän den bäste)
  - Livets Ande, kom från ovan (zelfde melodie als Jesus är min vän den bäste)
- Så har nu denna dag